# Liste von Wasserkraftwerken in Oberösterreich
Die Liste von Wasserkraftwerken in Oberösterreich enthält Informationen zu Wasserkraftwerken ab einer Leistung von 100 kW, die sich im Bundesland Oberösterreich befinden. Kraftwerksstandort ist jener des Krafthauses und nicht der Nebenanlagen (z. B. Wehranlagen o. ä.) (oft bei Grenzflüssen). Wasserkraftwerke gewinnen aus der kinetischen Energie des Wassers mechanische bzw. elektrische Energie.

## Laufwasserkraftwerke
| Name bzw. Standort   | Betreiber                                 | Gewässer                                | Fallhöhe in m | Engpassleistung in MW | Regelarbeit (MWh/Jahr) | Baujahr                 | Bemerkungen |
| -------------------- | ----------------------------------------- | --------------------------------------- | ------------- | --------------------- | ---------------------- | ----------------------- | --- |
| Abwinden-Asten       | Verbund Hydro Power GmbH                  | Donau                                   | 9,4,0         | 168,00                | 995.700,0              | 1980                    | |
| Agonitz              | Energie AG Oberösterreich Kraftwerke GmbH | Steyr                                   | 8,3,0         | 3,1,0                 | 15.800,0               | 1924, Neubau 2004       | |
| Aschach              | Verbund Hydro Power GmbH                  | Donau                                   | 15,3,0        | 287,00                | 1.686.400,0            | 1964                    | |
| Bad Goisern          | Energie AG Oberösterreich Kraftwerke GmbH | Traun                                   | 3,4,0         | 0,2,0                 | 1.670,0                | 1985                    | |
| Bad Goisern          | Energie AG Oberösterreich Kraftwerke GmbH | Traun                                   | 3,4,0         | 0,2,0                 | 1.670,0                | 1985                    | |
| Baumgartenmühle      | Wöss & Eisschiel OEG                      | Große Mühl                              | 2,4,0         | 0,12,00               | 509,0                  | 2007                    | in Schlägl |
| Dürnau               | Energie AG Oberösterreich Kraftwerke GmbH | Ager                                    | 4,6,0         | 0,26,0                | 1.920,0                | 1897                    | |
| Enns                 | Ennskraftwerke AG                         | Enns                                    | 4,7,0         | 0,91,0                | 6.960,0                | 1966, Neubau 2015       | in Enns, erstes Kraftwerk mit beweglichem Krafthaus in Österreich |
| Garsten-St. Ulrich   | Ennskraftwerke AG                         | Enns                                    | 13,3,0        | 35,3,0                | 157.000,0              | 1967                    | in St. Ulrich bei Steyr Schwellbetrieb |
| Gmunden              | Energie AG Oberösterreich Kraftwerke GmbH | Traun                                   | 9,2,0         | 12,2,0                | 48.000,0               | 1968                    | |
| Großraming           | Ennskraftwerke AG                         | Enns                                    | 23,3,0        | 72,3,0                | 270.700,0              | 1950                    | in Reichraming, Schwellbetrieb, ist am Spielbrett von DKT – Das kaufmännische Talent am Feld 4 abgebildet                                                                    |
| Hinternberg          | Energie AG Oberösterreich Kraftwerke GmbH | Antiesen                                | 5,8,0         | 0,23,0                | 920,0                  | 1920, Neubau 2005       | heute mit Asynchrongenerator von 1993 und Durchströmturbine von 2005 |
| Hinterstoder         | Energie AG Oberösterreich Kraftwerke GmbH | Plaißbach                               | 90,5,0        | 0,1,0                 | 638,0                  | 1929                    | in Hinterstoder, heute mit Synchrongenerator aus dem Jahr 1981 |
| Hübing               | Energie AG Oberösterreich Kraftwerke GmbH | Antiesen                                | 6,85,0        | 0,15,0                | 1.000,0                | 1920                    | wurde im Jahr 1999 mit neuen Generatoren ausgestattet |
| Humpelmühle          | Energie AG Oberösterreich Kraftwerke GmbH | Steyr                                   | 3,4,0         | 0,88,0                | 6.000,0                | 1945                    | 3 Synchrongeneratoren, Baujahr 1948/1949/1949 |
| Klaus                | Ennskraftwerke AG                         | Steyr                                   | 40,2,0        | 19,6,0                | 74.000,0               | 1975                    | in Klaus an der Pyhrnbahn |
| Lambach              | Energie AG Oberösterreich Kraftwerke GmbH | Traun                                   | 9,5,0         | 13,9,0                | 73.000,0               | 1999                    | in Lambach, unterhalb des Benediktinerstifts Lambach. War in den 1990er Jahren ein umstrittener Neubau. 4 km langer Rückstaubereich                                          |
| Lauffen              | Energie AG Oberösterreich Kraftwerke GmbH | Traun                                   | 4,9,0         | 0,1,0                 | 750,0                  | 1962                    | in Lauffen im Salzkammergut |
| Losenstein           | Ennskraftwerke AG                         | Enns                                    | 14,7,0        | 39,4,0                | 170.000,0              | 1972                    | in Losenstein, Schwellbetrieb |
| Marchtrenk           | Energie AG Oberösterreich Kraftwerke GmbH | Traun                                   | 19,5,0        | 42,8,0                | 173.000,0              | 1980                    | 8 km langer Rückstaubereich |
| Offensee 2           | Energie AG Oberösterreich Kraftwerke GmbH | Gimbach, Offenseebach, Frauenweißenbach | 34,5,0        | 1,10,0                | 6.000,0                | 1909                    | |
| Ottensheim-Wilhering | Verbund Hydro Power GmbH                  | Donau                                   | 10,67,0       | 179,00                | 1.134.900,0            | 1975                    | |
| Pichlern             | Ennskraftwerke AG                         | Steyr                                   | 5,7,0         | 2,36,0                | 13.000,0               | 1924, 1970, Neubau 2005 | in Sierning |
| Rosenau              | Ennskraftwerke AG                         | Enns                                    | 12,6,0        | 34,35,0               | 145.500,0              | 1953                    | in Garsten, Schwellbetrieb |
| Schärding-Neuhaus    | Grenzkraftwerke GmbH                      | Inn                                     | 11,1,0        | 96,00                 | 541.800,0              | 1966                    | |
| Schönau              | Ennskraftwerke AG                         | Enns                                    | 12,1,0        | 29,8,0                | 122.800,0              | 1972                    | in Kleinreifling, Schwellbetrieb |
| Stadl-Paura          | Energie AG Oberösterreich Kraftwerke GmbH | Traun                                   | 5,35,0        | 3,6,0                 | 19.000,0               | 1911, Neubau 2013       | |
| Steinbach            | Energie AG Oberösterreich Kraftwerke GmbH | Steyr                                   | 2,76,0        | 0,98,0                | 5.300,0                | 1910, 1941 Neubau 2002  | Die Kleinkraftwerke Steinbach wurden 1996 von der Energie AG erworben. Das Kraftwerk im Ortszentrum wurde im Jahr 2002 neu errichtet, das zweite stillgelegt und abgerissen. |
| Steyrdurchbruch      | Energie AG Oberösterreich Kraftwerke GmbH | Steyr                                   | 13,6,0        | 4,00                  | 20.000,0               | 1908                    | nach den Plänen des Jugendstil-Architekten Mauriz Balzarek, einem Schüler von Otto Wagner, gebaut                                                                            |
| Stieglmühlwehr       | KW Geretsdorf OG                          | Mattig                                  | 2,4,0         | 0,11,00               | 550,0                  | 2009                    | in Burgkirchen |
| Ternberg             | Ennskraftwerke AG                         | Enns                                    | 15,0          | 40,4,0                | 169.700,0              | 1949                    | in Ternberg, Schwellbetrieb |
| Theuerwangwehr       | KFE Wasserkraft GmbH                      | Alm                                     | 3,14,0        | 0,4,00                | 1.900,0                | 2010                    | in Vorchdorf |
| Trattenbachfall      | Energie AG Oberösterreich Kraftwerke GmbH | Trattenbach                             | 217,9,0       | 3,00                  | 13.000,0               | 1940                    | in Spital am Pyhrn, Bezirk Steyr-Land |
| Traun-Pucking        | Energie AG Oberösterreich Kraftwerke GmbH | Traun                                   | 24,8,0        | 45,8,0                | 215.000,0              | 1983                    | 10 km langer Rückstaubereich |
| Traunfall            | Energie AG Oberösterreich Kraftwerke GmbH | Traun                                   | 16,85,0       | 9,85,0                | 57.860,0               | 1902                    | am Traunfall |
| Traunleiten          | E-Werk Wels (EWW)                         | Traun                                   | 0,0           | 0,0                   | 0,0                    | Anfang 20. Jhdt.        | am Südwestspitz des Stadtgebiets von Wels, rechtsufrige Ausleitung, seit 2018 stark im Umbau                                                                                 |
| Weinbach             | Energie AG Oberösterreich Kraftwerke GmbH | Ischl                                   | 10,5,0        | 0,5,0                 | 2.370,0                | 1904                    | |
| Weyer                | Ennskraftwerke AG                         | Enns                                    | 16/15,7,0     | 36,8,0                | 159.700,0              | 1969                    | in Weyer (Oberösterreich), 1 Maschinensatz Bahnstrom, 1 Maschinensatz Drehstrom                                                                                              |
| Redlmühle            | E-Werk Redlmühle / Drack                  | Alm                                     | 2,5           | 0,12                  | 800                    | 1919 / 2005             | in Grünau, Redlmühle, 2 Kaplanturbinen, Permanentmagnetgenerator |
| Auingersäge          | E-Werk Redlmühle / Drack                  | Am                                      | 3,5           | 0,23                  | 1000                   | 1908 / 205              | in Grünau, Fischerau, Kaplanturbine |

## Speicherkraftwerke
| Name bzw. Standort   | Betreiber                                 | Fluss/See                                      | Fallhöhe in m | Engpassleistung in MW | Regelarbeit (MWh/Jahr) | Baujahr | Bemerkungen                                                                   |
| -------------------- | ----------------------------------------- | ---------------------------------------------- | ------------- | --------------------- | ---------------------- | ------- | ----------------------------------------------------------------------------- |
| Gosau                | Energie AG Oberösterreich Kraftwerke GmbH | Vorderer Gosausee                              | 140,0         | 6,5,0                 | 7.950,0                | 1913    | Jahres-Speicher                                                               |
| Gosauschmied         | Energie AG Oberösterreich Kraftwerke GmbH | Staubecken Gosauschmied                        | 16,3,0        | 0,8,0                 | 2.730,0                | 1968    | Jahres-Speicher                                                               |
| Kraftwerk Offensee 1 | Energie AG Oberösterreich Kraftwerke GmbH | Offensee, Offenseebach, Schwarzenbach          | 139,0         | 2,85,0                | 13.700,0               | 1908    | Wochenspeicher                                                                |
| Partenstein          | Energie AG Oberösterreich Kraftwerke GmbH | Große Mühl                                     | 176,0         | 33,8,0                | 102.000,0              | 1924    | Tagesspeicher, war bei seiner Inbetriebnahme das größte Kraftwerk Österreichs |
| Schwarzensee         | Energie AG Oberösterreich Kraftwerke GmbH | Schwarzensee                                   | 138,0         | 1,1,0                 | 3.350,0                | 1908    | Jahresspeicher                                                                |
| Steeg-Bahn           | Energie AG Oberösterreich Kraftwerke GmbH | Vorderer Gosausee, Gosaubach, Stauweiher Gosau | 202,0         | 4,00                  | 9.000,0                | 1923    | Jahresspeicher                                                                |
| Steeg-Überland       | Energie AG Oberösterreich Kraftwerke GmbH | Vorderer Gosausee, Gosaubach, Stauweiher Gosau | 195,0         | 13,3,0                | 50.300,0               | 1910    | Jahresspeicher, mit historischen Wehranlagen für die Holzdrift                |

## Pumpspeicherkraftwerke
| Name bzw. Standort | Betreiber                                 | Fluss/See | Fallhöhe in m | Engpassleistung in MW | Regelarbeit (MWh/Jahr) | Baujahr | Bemerkungen                    |
| ------------------ | ----------------------------------------- | --------- | ------------- | --------------------- | ---------------------- | ------- | ------------------------------ |
| Ranna              | Energie AG Oberösterreich Kraftwerke GmbH | Ranna     | 202,0         | 19,00                 | 47.700,0               | 1925    | Wochenspeicher mit Pumpbetrieb |